# 이수만
이수만(李秀滿, 1952년 6월 18일 ~ )은 대한민국의 전 가수, 진행자, 프로듀서이며, 연예기획사 SM 엔터테인먼트를 창립한 기업인이다. 오늘날 서태지와 함께 케이팝의 선구자로 평가받는다. 90년대부터 케이팝의 주류격인 아이돌 시장을 개척하고 중국과 일본 등 해외시장 진출을 본격 시도해서 성공했다.
2010년대 이후부턴 경영 일선에서 손을 떼고 프로듀서 일만 부분적으로 하고 있었으나, SM의 미래에 대해 다른 방향성을 가진 경영진들과 갈등 끝에 2023년 SM 주식을 대거 내놓는 등 사실상 SM과 결별하고 독자 행보를 걷고 있다.

## 학력
- 1965년 서울청운초등학교 졸업
- 1968년 경복중학교 졸업
- 1971년 경복고등학교 졸업
- 1978년 서울대학교 농과대학 농공학 학사
- 1985년 캘리포니아주립 대학원 노스리지 컴퓨터공학 석사

## 생애
1952년 부산에서 태어났다. 다만 본적은 서울로, 성장 역시 서울 종로에서 했다.
1972년, 4월과 5월의 멤버로 데뷔하였지만 건강상 문제로 탈퇴하였다. 그런 이유로 목소리만 녹음이 되었고 음반 표지에는 백순진, 김태풍만이 찍혔다. 그러다가 1975년 대마초 파동 당시 ‘바른 생활’ 이미지로 살아 남아 진가를 드러냈다.
1977년 샌드페블즈 2기 보컬로 잠시 활동했었다. 그리고 1977년 《Lee Soo Man》이라는 이름으로 앨범을 낸 후, 1989년까지 《뉴 에이지》, 《끝이 없는 순간》 등의 앨범을 발매했다. 주로 어덜트 컨템포러리 스타일의 음악으로 활동하였으며, 머리의 두상이 말머리와 비슷하다고 하여 이문세, 유열과 함께 ‘마삼트리오(馬三Trio)’로 불리기도 했다.
현재 케이팝의 해외 시장을 개척한 사람으로 평가받는다. 1998년 H.O.T.의 베스트 앨범을 한국 가수 최초로 중국에서 정식 발매, SUPER JUNIOR 등의 아이돌을 만들어서 해외 수출로 기여하며 음악계에서 많은 영향력을 끼친 프로듀서였다.

## 음악 활동

### 앨범
- 1972년: 4월과 5월 1집
- 1976년: 이영식 이수만
- 1977년: Lee Soo Man
- 1978년: 이수만
- 1980년: 이수만과 365일
- 1980년: Greatest
- 1983년: 이수만
- 1985년: 이수만
- 1986년: 끝이 없는 순간
- 1989년: New Age 2
- 1989년: 뉴 에이지

## 연예 활동

### 진행

#### 텔레비전
- 1977년 MBC 《토요일 토요일밤에》
- 1977년 《MBC 대학가요제》 (77년 ~ 80년, 91년 ~ 93년 통산 7회 진행)
- 1985년 《MBC 강변가요제》
- 1986년 MBC 《화요일에 만나요》
- 1986년 KBS2 《연예가중계》
- 1987년 MBC 《젊음은 가득히》
- 1988년 《MBC 창작동요제》 (88년 6회 ~ 90년 8회, 통산 3회 진행)
- 1991년 MBC 《이수만과 함께》
- 1990년 KBS 《신혼은 아름다워》
- 1993년 MBC 《이야기쇼 만남》
- 1994년 SBS 《순간포착 당신이 특종》
- 1994년 MBC 《일요일 일요일 밤에》
- 1994년 MBC 《아름다운 것이 좋다》
- 1995년 SBS 《TV전파왕국》
- 1995년 MBC 《경찰청사람들 특별기획 학교폭력》
- 1995년 HBS 《이수만쇼》
- 1996년 SBS 《우리는 여고동창》
- 1996년 MBC 《생방송 아침》

#### 라디오
- 1974년 TBC 《비바 팝스》
- 1976년 MBC 《별이 빛나는 밤에》
- 1980년 TBC 《밤 하늘의 멜로디》
- 1987년 MBC 《젊음의 음악캠프》
- 1988년 MBC 《팝스 투나잇》
- 1989년 MBC 《젊음의 음악캠프 이수만과 함께》

### 게스트

#### 텔레비전
- 1995년 KBS《가족오락관》
- 1995년 KBS《체험 삶의 현장》
- 1996년 KBS《도전 지구탐험대》

### 광고
- 1976년 롯데제과 롯데 이브껌
- 1991년 롯데칠성 델몬트 따봉주스 - 최진희와 동반 출연
- 1994년 현대자동차 엑센트 - 이문세, 유열과 동반 출연
- 1998년 리유니트 와인
- 2011년~2012년 KB투자증권

### 홍보대사
- 2005년 서울시 홍보대사
- 2011년 2012 경남고성공룡엑스포 홍보대사

## 프로듀서 이수만
- 1989년
  - 2월 14일 자신의 이름 이니셜을 딴 S.M.기획을 설립하며 연예기획사 사업을 시작했다.
- 1995년
  - 2월 14일 SM 엔터테인먼트를 설립했다.
- 2002년
  - 4월 18일 - 4월 20일 세계 경제 포럼 참가했다.
- 2003년
  - 11월 5일 - 11월 7일 세계 경제 포럼 참가했다.
- 2004년
  - 9월 3일 서울중앙지법 형사 25부에서 특경가법상 횡령 혐의 등으로 징역 2년, 집행유예 3년 선고 받았다.
- 2006년
  - 3월 12일 SBS 스페셜 《아시아 쇼비즈 삼국지 이수만의 CT(Culture Technology)론과 한류의 미래》편을 통해 집중조명 받았다.
  - 5월 30일 하버드 MBA 학생 대상 한류 특강을 했다.
  - 10월 중국 대표 시사경제 잡지 환치우 (Globe) 특별 기획기사 "전 세계 스타 제작 회사의 노하우" 집중보도 했다.
- 2007년
  - 1월 1일 LA 타임스, 이수만과 한류 집중조명했다.
  - 6월 5일 미국 하버드대학교 MBA 학생 50명을 대상으로 2년 연속 방문해, 한류강의 앙코르 요청을 받았다.
- 2008년
  - 3월 24일 MIT 경영대학원 (MIT Sloan School of Management) MBA 학생 22명을 대상으로, 한류의 글로벌 전략을 배우기 위한 강의 요청을 받았다.
  - 4월 22일 중국 대표 포털 소후닷컴 특별 인터뷰, 스페셜 웹진 ‘大人物 Big Pot’ 게재, 중국인이 아닌 외국인의 인터뷰 게재된 것은 최초이다.
  - 5월 23일 코넬대학교 존슨 경영대학원 MBA 학생 35명을 대상으로, 한류의 글로벌 전략을 배우기 위해 SM 엔터테인먼트 본사를 방문했다.
  - 6월 2일 하버드 경영대학원 MBA 학생 45명을 대상으로, 이수만 회장으로부터 한류 비즈니스 전략을 배우기 위해 3년 연속 SM 엔터테인먼트 본사를 방문했다.
  - 9월 10일 "Best of Asia, Bring on America!" BoA 미국 진출 기자회견을 통해 BoA의 한국 가수 최초 미국 메인스트림 진출 발표했다.
  - 11월 6일 2008 글로벌 인재포럼 '글로벌 음악인재 양성' 주제로 강연했다.
- 2009년
  - 3월 17일 BoA의 미국 정규 1집 "BoA" 총괄 프로듀서를 맡았다.
  - 4월 20일 CNN, USA TODAY, CBS, Pacific daily News, Minnesota Public Radio등 7개 매체의 기자단 특별 만났다. (아시아에서 큰 사랑을 받고 있는 한국 대중 음악의 우수성과 성공 전략 등 대담)
  - 6월 23일 샤또 무똥 로칠드에서 기사작위를 받았다. (60년 만에 처음 주최한 샤또 무똥 로칠드 기사 작위 수여식에서 유일한 문화계 인사로 수상)
- 2010년
  - 3월 27일 미국 보스턴에 위치한 하버드 비즈니스 스쿨에서 열린 "아시아 비즈니스 컨퍼런스"에 아시아 엔터테인먼트를 대표하는 인물로 초청받아 특별 강연했다.
  - 5월 14일 제임스 카메론 감독, 삼성전자와 3D 콘텐츠 제작 협력 발표했다.
  - 10월 14일 SM 엔터테인먼트 이수만 프로듀서로써 제 11회 세계지식포럼 3D 세션 참석했으며, 삼성전자 윤부근 사장, 드림웍스 제프리 카젠버그와 3D 콘텐츠 산업 진화 방향 발표했다.
- 2011년
  - 3월 17일 SM엔터테인먼트, 日 지진 피해 돕기 위해 대한적십자사 통해 일본 적십자사에 피해복구성금 10억원 기부[5]
  - 3월 27일 미국 스탠포드 대학교 MBA 학생 대상으로 ‘한류 비즈니스 전략’ 강연
  - 4월 19일 미국 캘리포니아주 스탠포드 대학교 Knight Management Center에서 MBA 학생 대상으로 "한류 비즈니스 전략"에 대해 강연했다.
  - 6월 10일, 6월 11일 SMTOWN LIVE WORLD TOUR in PARIS 개최했다.
  - 6월 11일 프랑스 파리 Marriott Rive Gauche 호텔에서 Writers & Publishers Conference 을 개최하였고, 유럽 작곡가들과 퍼블리셔 50여명이 참석, CT론 강연을 했다.
  - 7월 KB 투자증권의 기업 홍보 광고 모델로 선정, 광고 출연료 주 프랑스 한국 문화원에 기부
- 2012년
  - 4월 9일 미국 워싱턴에서 개최된 힐러리 클린턴 장관 주최 영화 특별시사회에 공식 초청받아 참석
- 2013년
  - 3월 4일 모교인 서울대학교 입학식 축사자로 참석
  - 9월 10일 S.M. 엔터테인먼트-삼성, 사회공헌 사업 공동 추진 업무협약식 참석
- 2014년
  - 4월 28일 이수만 프로듀서, SM엔터테인먼트와 함께 세월호 침몰 사고 실종자와 희생자, 유가족을 돕기 위해 대한적십자사에 10억원 기부[6]
  - 4월 30일 S.M. 엔터테인먼트-에이벡스뱅가드, 유니버설뮤직재팬과 디지털 음악 비즈니스 강화를 위한 3자 합작회사 'everysing Japan' 설립
  - 5월 8일 S.M. 엔터테인먼트그룹-중국 바이두 그룹 전략적 업무제휴 MOU 체결
  - 9월 3일 S.M. 엔터테인먼트 그룹, 미디어 아시아 그룹과 전략적 한중 합작 및 제휴 발표 및 협약식 참석
- 2015년
  - 3월 24일 허창수 전국경제인연합회 회장과 SMTOWN@coexartium 방문
  - 5월 21일 중국 청두에서 열린 '한중고위기업가포럼' 기조연설
  - 10월 22일 KAIST 문화기술대학원 10주년 기념 행사에 특별 초청 및 축사[7]
- 2016년
  - 1월 27일 S.M. 엔터테인먼트 그룹의 2016년 신규 프로젝트 및 신인 그룹을 런칭하는 프리젠테이션 쇼'SMTOWN: New Culture Technology, 2016'를 진행함
  - 11월 30일 제7회 성공경제포럼 ‘AI와 한류의 미래’이어령 교수와 대담[8]
  - 12월 4일 ~ 12월 5일 '제11회 한중일 30인회' 한국대표 참석 "삼국 프로듀싱 시장기술 뭉쳐 세계 1등 시장 만들다" 연설[9]
- 2017년
  - 3월 14일 '한-인도네시아 비즈니스 서밋' 문화계 대표 참석 및 "한-중-일-인도네시아 협력, 동양의 할리우드 만들 수 있어" 기조연설[10][11][12]
  - 7월 20일 서울국제포럼 'K팝을 통한 문화 콘텐트 외교와 SM이 바라보는 미래론' 수상 기념강연[13]
    - 영산외교인상 수상[14]

  - 9월 4일 '한-인도네시아 문화콘텐츠포럼' 기조연설 "문화 콘텐츠 산업의 전망과 미래를 대비한 아시아 국가 간 협력" 강연[15]
  - 11월 미국 유명문화 매거진‘Variety’발표 'Variety 500’ 선정[16]
  - 12월 5일 '매경 베트남 포럼'전야제 기조연설 "AI연예인 아바타와 집에서 문화 즐기는 세상 곧 올 것"[17]
  - 12월 6일 2017 코틀러 어워즈 '최고경영자상' 수상[18]
- 2018년
  - 3월 22일 스포츠동아 창간 10주년 기념 선정 한국 연예계를 움직이는 파워 피플 1위 선정[19]
  - 6월 미국 Variety 선정 "인터내셔널 뮤직 리더 2018" 등극[20]
  - 6월 28일 2018 한중경영대상 '최고경영자상' 수상[21]
  - 9월 11일 '한-베트남 비즈니스 협력 세미나' 기조 연설 "한국과 베트남의 협력을 통한 문화산업의 미래 전략"[22][23]
  - 10월 2018 리더십 잘 발휘하는 경영인 4위 선정[24]
  - 10월 국가경제발전에 기여하는 경영인 6위 선정[25]
  - 10월 대학생이 생각하는 최고의 CEO 10위 선정[26]
  - 11월 미국 Variety 선정 "세계에서 가장 영향력 있는 비즈니스 리더 500" 등극
- 2019년
  - 2월 21일 '한-인도네시아 콘텐츠 및 IT 협력 세미나' 기조연설 "국가 간 협력을 통한 문화 산업의 미래 전략"[27]
  - 5월 14일 이수만 프로듀서, 방한한 중국 칭다오 멍판리 시장과 미래의 칭다오 논의[28]
  - 5월 미국 Variety 선정 "인터내셔널 뮤직 리더 2019" 선정[29][30]
  - 7월 5일 '2019 한국문화산업포럼' 기념사 연설 "한류 문화와 지역 발전"[31][32]
  - 7월 16일 영국 BBC, 한류 · 케이팝의 선구자 이수만 프로듀서 집중 취재[33][34][35]
  - 8월 세계적인 뮤직 레이블 CMG요청으로 캐피톨 뮤직그룹과 SM엔터테인먼트의 글로벌 프로젝트 'SuperM' 프로듀싱[36]
  - 9월 25일 '제 20회 세계지식포럼'에서 '미래 엔터테인먼트 세상'에 대해 연설[37][38]
  - 9월 26일 이수만 총괄프로듀서 SM과 '글로벌 시티즌' 아시아 공연을 유치 및 2020년 9월 개최될 아시아 공연 총감독[39][40][41]
  - 10월 28일 英 BBC, 이수만 프로듀서에 대해 “K-Pop 성장에 공헌”, “엄청난 영향 끼친 상징적 인물” 등 다큐멘터리 통해 집중 조명[42][43]
  - 11월 5일이수만 프로듀서 SM ENTERTAINMENT와 美 에이전시 CAA와 협업 이끌어내다[44][45]
  - 11월 14일이수만 프로듀서, 인텔 스튜디오와 협업해 360도로 즐기는 K-POP 첨단 콘텐츠 프로듀싱[46][47]
  - 11월 20일이수만, 5개 대륙 동시 개최 역사상 최대 규모 자선 음악 축제 서울 공연 총감독[48][49][50]
- 2020년
  - 1월 中 국영방송 청두TV, 이수만 프로듀서 “한국 엔터테인먼트 산업의 선구자”로 집중 조명[51][52]
  - 1월 성공경제포럼 '컬처 유니버스와 K팝의 미래' 기조연설[53]
  - 1월 17일 미국 유명문화 매거진‘Variety’발표 'Variety 500’3년 연속 선정[54][55]
  - 1월 23일 미국 빌보드 ‘2020 빌보드 임팩트 리스트’ 한국인 유일 선정[56]
  - 7월 2일 대한민국 동행세일 K팝 공연 총괄 연출
- 2021년
  - 1월 26일 매일경제·성공경제연구소 개최 신년 세미나 참석[57]
  - 5월 7일 이수만 프로듀서-SM엔터테인먼트, 미국 마크 버넷 프로듀서-대형 제작사 MGM Worldwide Television과 함께 NCT-Hollywood 런칭 위한 미국 오디션 프로그램 발표[58][59]
- 2022년
  - 2월 23일 SM, 이수만 프로듀서 최초 제시한 ‘Play2Create’로 블록체인 기반 참여형 창작문화 선도 및 수익모델 제시[60][61][62][63]
  - 이수만 총괄 프로듀서, KAIST 전산학부 초빙석학교수로 임용[64][65][66]
  - 이수만 총괄 프로듀서, 사우디아라비아 리야드 방문…사우디 정부 관계자 “이수만 프로듀서의 혜안과 비전, 성공모델 벤치마킹 원해, 모든 일에 전폭적인 지원할 것”[67]
  - 이수만 총괄 프로듀서, 중동 대표 뉴스 전문 채널과 특별 인터뷰 진행...알 아라비아 “이수만, K팝 창시자(founder)” 집중 조명[68][69][70]
  - 3월 28일 UAE 문화청소년부 장관과 문화교류 및 미래 문화 산업의 비전과 발전 방향에 대해 환담[71]
  - 3월 29일 두바이 ‘The World Government Summit 2022’ 내 ‘Global Crypto Forum’ 오프닝 세션 초청 및 토론 참여[72]
  - 4월 28일 미국 LA 'SM 엔터테인먼트 스퀘어' 표지판 설치, "한류와 글로벌 K팝 현상의 개척자" 이수만 총괄 프로듀서 공로 새겨져[73][74]
  - 6월 8일 이수만 총괄 프로듀서, 사우디아라비아 문화부 장관 만나 환담[75]
  - 7월 7일 제3회 세계문화산업포럼 기조연설...“새로운 문화 생태계 P2C, 크리에이터의 창작활동이 곧 경제활동이 되는 새로운 크리에이터 이코노미 활성화될 것”
  - 8월 20일 이수만 총괄 프로듀서·SM엔터테인먼트, 사우디아라비아 투자부와 MOU 체결   
  - 8월 25일 이수만 총괄 프로듀서의 CT 시스템, 사우디 이어 몽골도 미래 엔터테인먼트 시티로 프로듀싱[76]
  - 9월 24일 영국 최대 국립 박물관 V&A 요청으로 ‘한류’ 에세이북에 특별 기고[77]
  - 11월 28일 아마존 스튜디오에서 이수만 프로듀서를 주인공으로 하는 다큐멘터리 ‘이수만: K팝의 왕’(Lee Soo Man: The King of K-Pop) 제작 중[78]
  - 11월 29일 이수만 프로듀서•SM, 사우디아라비아 관광청과 MOU 체결[79][80] - 이수만 프로듀서, 하이파 공주 만나 “전 세계 팬들과 함께 시작하는 나무 심는 K팝 페스티벌 등 지구의 지속가능성(Sustainability) 위한 탄소 배출 제로(Net Zero) 로드맵 구체적으로 실행해야 할 때“ 강조...사우디 하이파 공주, 이수만 프로듀서의 ‘나무를 심는 K팝 페스티벌’ 적극 동참 의사 밝혀
  - 11월 29일 이수만 프로듀서·SM, 사우디 문화부와 문화 협력 증진을 위한 양해각서(MOU) 체결[81]
  - 11월 30일 CNBC ASIA와 인터뷰, “K팝의 세계화 이끈 음악의 마에스트로” 조명[82][83]
- 2023년
  - 1월 1일 SM, 韓 엔터사 최초 서스테이너빌리티 포럼 개최 (이수만 프로듀서, 2023년 ‘서스테이너빌리티 무브먼트’ 원년...더 나은 세상을 위한 글로벌 무브먼트 앞장)[84][85]
  - 1월 5~8일 미국 라스베이거스에서 개최된 세계 최대 IT·가전 전시회 ‘CES 2023’ 방문[86]

## 수상 경력
- 1976년
  - MBC 10대 가수 남자 신인상
- 1977년
  - MBC 10대 가수상
- 1987년
  - MBC 연기대상 라디오부문 우수상
- 1997년
  - 서울 가요 대상 "최고 기획자상"
  - SBS 서울 가요 대전 "최고 기획자상"
- 1998년
  - SBS 가요 대상 "최고 기획자상"
- 2000년
  - 12월 - 선행예술인 국무총리 표창상
- 2002년
  - "대한민국 문화콘텐츠 수출대상 - 음악부문" (보아의 일본 활동)
- 2003년
  - "대한민국 문화콘텐츠 수출대상 - 음악부문" (보아의 일본 활동)
- 2004년
  - SBS 가요대전 "올해의 프로듀서 상"
- 2005년
  - 6월 13일 "LA 홍보대사 공로패"
  - 7월 18일 시사 주간지 <시사 저널> "엔터테인먼트 산업을 움직이는 가장 영향력 있는 인물 1위" 선정
  - 10월 30일 중국 동남 경폭음악방 "최고 해외 제작인 상"
  - 11월 1일 제12회 대한민국 연예예술상 "연예예술발전상"
- 2007년
  - 9월 1일 머니투데이 스타뉴스 창간 3주년 설문조사 "2007 연예계 파워 넘버원" 전체 1위, 가요계 1위 선정
  - 10월 19일 국제 경영학회 주최 ‘글로벌 CEO상 수상 기업 사례발표 및 시상식’, ‘글로벌 프론티어 상’
- 2008년
  - 12월 10일 제 23회 골든디스크 시상식 "제작자 상"
- 2009년
  - 6월 23일 샤또 무똥 로칠드 기사작위 수여 받음
- 2011년
  - 2월 28일 제2회 대한민국 서울문화예술대상 대중가요프로듀서 대상
  - 4월 - 대중음악 전문지 '대중음악 사운드'가 선정한 '한국 대중음악 파워 100' 1위
  - 8월 17일 2011 제 13회 경영관련학회 통합학술대회 제 1회 "강소기업가상" 수상
  - 11월 21일 제2회 대한민국 대중문화예술상 "은관 문화훈장"
  - 11월 22일 제6회 한-EU 산업협력의 날 "한-EU 협력상"
  - 12월 4일 제1회 한국음악저작권대상 음반제작자상
  - 12월 8일 제11회 자랑스런 한국인 대상 국위선양부문
  - 12월 26일 헤럴드경제 선정 '대중문화 파워리더' 1위
- 2012년
  - 2월 22일 제 1회 가온차트 K-POP 어워드 K-POP 공헌상
  - 6월 4일 미국 뉴욕 '코리아 소사이어티' 55주년 기념 만찬 '문화상'
- 2014년
  - 5월 27일 SM 이수만 프로듀서, 日 ‘오리콘 연간 히트 랭킹’ 프로듀서 TOP 100에서 3년 연속 TOP 10 진입! 한국인은 물론 해외 프로듀서 중 최고 순위 기록
- 2015년
  - 12월 28일 2015 헤럴드경제 대중문화 파워리더 1위 이수만 총괄프로듀서
- 2016년
  - 4월 9일 제16회 음악 풍운방 연도성전 아시아 최고 프로듀서상 수상
  - 9월 13일 한국인 최초 Asia Society 주관 'Asia Game Changer'상 수상
  - 10월 7일 2016 이데일리 문화파워 ‘올해의 문화리더’ 1위 이수만 총괄프로듀서
- 2017년
  - 7월 20일 문화인사 최초 2016 영산외교인상 수상
  - 11월 미국 Variety 선정 "세계에서 가장 영향력 있는 비즈니스 리더 500" 등극[87]
  - 12월 6일 2017 코틀러 어워드 '최고경영자상' 수상[88]
- 2018년
  - 3월 22일 스포츠동아 창간 10주년 기념 선정 한국 연예계를 움직이는 파워 피플 1위 선정[89]
  - 6월 미국 Variety 선정 "인터내셔널 뮤직 리더 2018" 등극[90]
  - 6월 28일 2018 한중경영대상 '최고경영자상' 수상[91]
  - 10월 2018 리더십 잘 발휘하는 경영인 4위 선정[92]
  - 10월 국가경제발전에 기여하는 경영인 6위 선정[93]
  - 10월 대학생이 생각하는 최고의 CEO 10위 선정[94]
- 2019년
  - 5월 미국 Variety 선정 "인터내셔널 뮤직 리더 2019" 선정[95][96]
- 2020년
  - 1월 17일 미국 유명문화 매거진 ‘Variety’발표 'Variety 500’3년 연속 선정[97][98]
  - 1월 23일 미국 빌보드 ‘2020 빌보드 임팩트 리스트’ 한국인 유일 선정[99]
  - 12월 제29회 '다산경영상' 창업경영인 부문 수상[100]
  - 12월 미국 유명문화 매거진 'Variety' 발표 'Variety 500' 4년 연속 선정[101]
- 2021년
  - 1월 13일 제10회 가온차트 뮤직 어워즈 K-POP 공헌상
  - 12월 22일 미국 유명문화 매거진 'Variety' 발표 'Variety 500' 한국인 유일 5년 연속 선정[102][103]

## 강연
- 2013년
  - 3월 "목표를 높여라, 서울대도 너무 낮다”
  - 3월 이수만 서울대 입학식 축사, “성공하기 위해서는 관심, 집중, 열정이 중요"
- 2015년
  - 5월 이수만 회장의 작심발언…"중국, 법과 약속 잘 지켜야"
  - 10월 이수만 "미래는 셀러브리티와 로봇의 세상, 기술융합 중요"
- 2016년
  - 11월 30일 제7회 성공경제포럼 ‘AI와 아시아의 시대, 대한민국의 미래를 말하다’ 대담 참석[104]
  - 12월 4일~5일 '제11회 한중일 30인회' 한국대표 참석 "삼국 프로듀싱 시장기술 뭉쳐 세계 1등 시장 만들다" 연설[105]
- 2017년
  - 3월 14일 '한-인도네시아 비즈니스 서밋' 문화계 대표 참석 및 "한-중-일-인도네시아 협력, 동양의 할리우드 만들 수 있어" 기조연설[106][107][108]
  - 7월 20일 서울국제포럼 'K팝을 통한 문화 콘텐트 외교와 SM이 바라보는 미래론' 수상 기념강연[109][110]
  - 9월 4일 '한-인도네시아 문화콘텐츠포럼' 기조연설 "문화 콘텐츠 산업의 전망과 미래를 대비한 아시아 국가 간 협력" 강연[111]
  - 12월 5일 '매경 베트남 포럼'전야제 기조연설 "AI연예인 아바타와 집에서 문화 즐기는 세상 곧 올 것"[112]
- 2018년
  - 9월 11일 '한-베트남 비즈니스 협력 세미나' 기조 연설 "한국과 베트남의 협력을 통한 문화산업의 미래 전략"[113][114]
- 2019년
  - 2월 21일 '한-인도네시아 콘텐츠 및 IT 협력 세미나' 기조연설[115]
  - 7월 '2019 한국문화산업포럼' 기념사 연설[116][117]
  - 9월 25일 '제 20회 세계지식포럼'에서 '미래 엔터테인먼트 세상'에 대해 연설[118][119]
- 2020년
  - 1월 성공경제포럼 '컬처 유니버스와 K팝의 미래' 기조연설[120]
  - 10월 28일 '제1회 세계문화산업포럼'에서 韓 문화계 대표 인사로 기조연설[121]
- 2021년
  - 6월 23일 ‘KAIST와 SM이 함께 할 미래 엔터테인먼트 세상’ 주제로 특별 강연[122][123]
  - 7월 1일 '제2회 세계문화산업포럼'에서 韓 문화계 대표 인사로 기조연설[124][125][126][127]
  - 9월 15일 ‘Google for Korea’ 행사에 초대 연사로 참석, ‘K팝과 유튜브가 만나 이룬 성과, 그리고 미래’를 주제로 발표[128]
  - 11월 9일 퍼블릭 블록체인 플랫폼 솔라나 재단 개최 ‘Breakpoint 2021’ 컨퍼런스 기조연설[129][130]
- 2022년
  - 3월 28일 두바이 BBW 포럼 ‘한국인 최초 키노트 스피커’로 기조연설[131]
  - 5월 20일 美 스탠퍼드대 한국학 컨퍼런스 'K팝의 미래 비전' 연설[132][133][134]
  - 7월 7일 제3회 세계문화산업포럼 기조연설...“새로운 문화 생태계 P2C, 크리에이터의 창작활동이 곧 경제활동이 되는 새로운 크리에이터 이코노미 활성화될 것”   
  - 8월 30일 국토부 개최 글로벌 인프라협력 컨퍼런스(Global Infra Cooperation Conference, GICC) 찬조연설[135]
  - 11월 30일 사우디에서 열린 제22회 세계관광협의회(World Travel&Tourism Council, WTTC) 글로벌 서밋(Global Summit)에 기조연설[136][137]
- 2023년
  - 1월 1일 SM 서스테이너빌리티 포럼 기조연설…“음악 한 곡이 인생을 바꾸듯 나무 한 그루가 세상을 바꾼다”[138][139][140]

## 인간 관계
이문세, 유열과 셋이서 당대 발라드를 주름잡은 이른바 '마삼 트리오'로 유명했는데 셋 다 인상이 말(馬)상이었기 때문이었다. 이를 계기로 셋은 친분이 생겼고 그 때로부터 현재까지 주기적으로 모임을 갖고 있다.
가수 시절에는 이문세, 유열과 라이벌 겸 절친이었고 음반기획사를 차린 이후에는 이호연과 아이돌 1세대(젝스키스, 핑클, 클릭비 vs H.O.T, S.E.S, 신화) ~ 2세대(SS501, 카라, 레인보우 vs 동방신기, 슈퍼주니어, 소녀시대, 샤이니)의 라이벌이었다. 이후 아이돌 3세대에 접어들면서 이호연의 DSP 미디어가 망하기 시작하자 새로 급부상하는 박진영(트와이스 vs 레드벨벳), 양현석(블랙핑크 vs 레드벨벳), 방시혁(방탄소년단 vs EXO)에 심지어는 소성진(여자친구 vs 레드벨벳)까지 라이벌들이 많아졌다.

## 사건

### 회사자금 횡령
- 2002년 대한민국의 검찰은 이수만이 1999년 8월 SM 엔터테인먼트가 유상증자를 통하여 코스닥에 등록 할 때 SM 엔터테인먼트의 자금 11억 원으로 주식을 취득해 부당한 수백억 원의 시세차익을 얻은 점을 포착하였다.[141] 또 검찰은 이수만이 개인 사무실과 금고에 거액의 현금을 보관하고, 방송사 프로듀서 등에게 금품 로비를 벌인 정황을 확보하여 조사하였다.[142] 이 과정에서 이수만은 2002년 6월부터 해외에 머물며 도피를 하였고, 검찰 조사가 시작된 이후인 8월 2일에는 로스앤젤레스의 한 골프장에 나타나기도 했다.[143] 검찰은 해외에서 도피하며 검찰에 소환에 불응한 이수만의 여권을 무효화하고 인터폴에 수배하였다.[144] 2003년 5월 22일 이수만은 귀국하여 검찰의 조사를 받았다.[145] 10월 7일 이수만에 대해 검찰은 사전구속영장을 청구하였고[146], 10월 8일 구속수감되었다.[147] 10월 14일 이수만은 보증금 3천만원을 내는 조건으로 석방되었다.[148] 10월 19일 검찰은 이수만에 대해 불구속기소를 하였고[149], 2004년 9월 4일 법원은 이수만에게 징역 2년에 집행유예 3년을 선고하였다가,[150] 2007년 2월 참여정부 4주년 특별사면에 의해 석방되었다.